# بيار دكاش
بيار عبده دكاش (1928- 18 أبريل 2022)، طبيب وسياسي لبناني ماروني ونائب في المجلس النيابي اللبناني عن قضاء بعبدا-عاليه، محافظة جبل لبنان. انتخب أول مرة في البرلمان سنة 1972 عن قضاء بعبدا وأعيد انتخابه سنة 1996. خسر في انتخابات سنة 2000، وخسر أيضا في انتخابات سنة 2005 بعد فشله في الفوز بإحدى المقاعد المارونية الثلاثة في الدائرة. انتخب بالتزكية في مارس 2006 لملئ مقعد إدمون نعيم المتوفى، وذلك بعد اتفاق القوى المسيحية على ذلك وخصوصاً بين سمير جعجع وميشال عون.

## حياته العائلية
متأهل من نورما حرب، ولهما من الأبناء: ديان وجان بيار.